# Mesogondolella
Genre
Mesogondolella est un genre éteint de conodontes de l'ordre des ozarkodinides et de la famille des Gondolellidae. Les différentes espèces datent du Permien.

## Espèces
- †Mesogondolella aserrata
- †Mesogondolella bisselli
- †Mesogondolella daheshenensis
- †Mesogondolella hendersoni
- †Mesogondolella siciliensis
- †Mesogondolella subgracilis

## Stratigraphie
La fin de l'étage du Sakmarien, un étage du Permien, (et le début de l'Artinskien) est défini comme le moment de l'apparition stratigraphique de fossiles des espèces de conodontes Sweetognathus whitei et Mesogondolella bisselli.
Les deux espèces M. daheshenensis et M. subgracilis ont été trouvées dans la formation de Daheshen dans la province du Jilin en Chine qui date du Permien (probablement du Wordien).